# Drosophila megalagitans
Drosophila megalagitans är en tvåvingeart som beskrevs av Wheeler och Magalhaes 1962. Drosophila megalagitans ingår i släktet Drosophila och familjen daggflugor.
Artens utbredningsområde är Colombia.